# Sokotoro

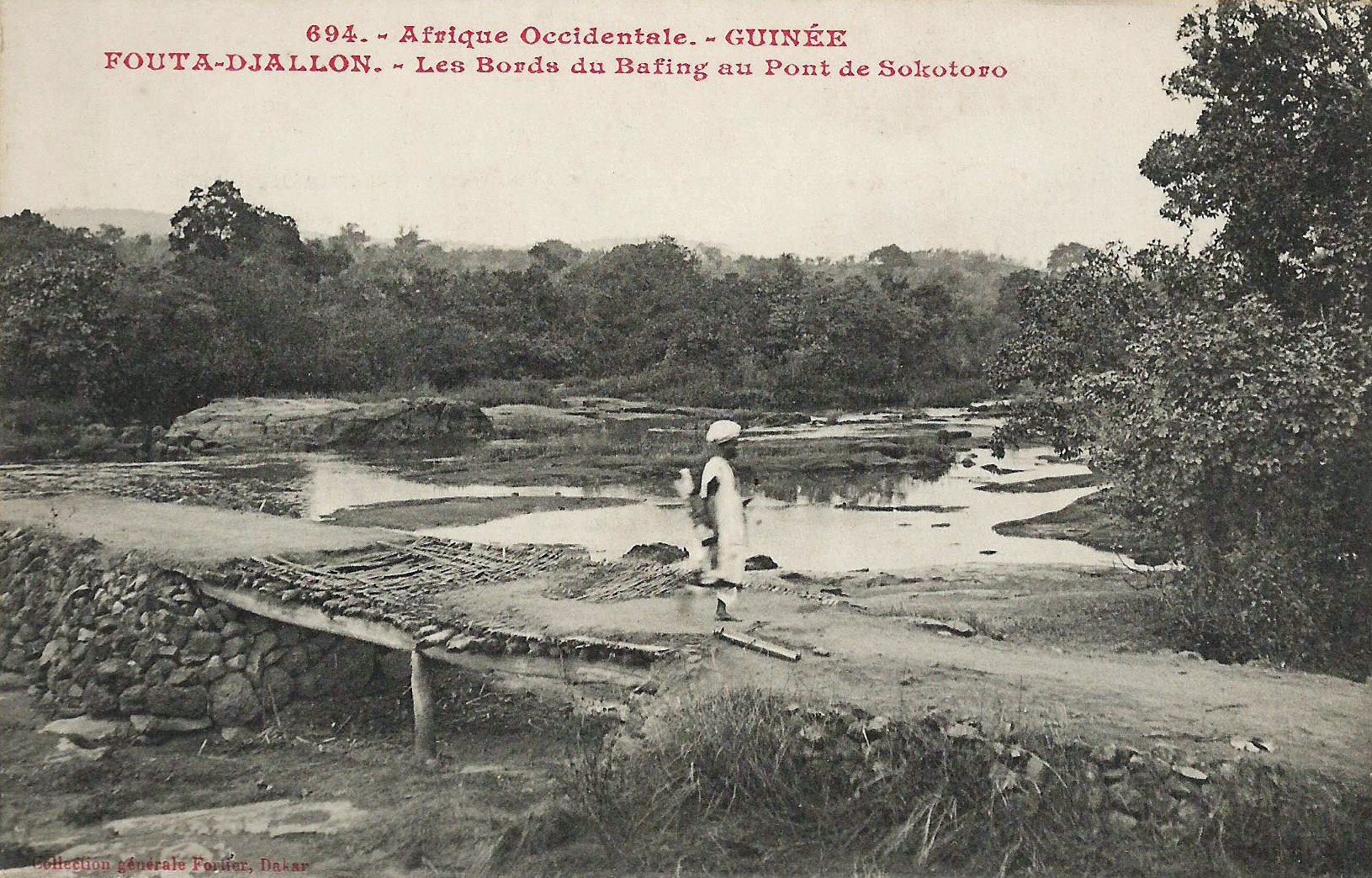
Les bords du Bafing au pont de Sokotoro, vers 1905.

Sokotoro est une localité de Guinée, située dans le Fouta-Djalon, au bord du Bafing, à proximité de Mamou. Ancienne résidence princière, c'est une ville chargée d'histoire.